# Svensk mesterskab i ishockey 1923
Det svenske mesterskab i ishockey 1923 var det andet svenske mesterskab i ishockey for mandlige klubhold. Mesterskabet havde deltagelse af fem klubber, der alle var fra Stockholm-området, og stævnet blev afviklet i perioden 27. februar - 4. marts 1923 i Stockholm.
Mesterskabet blev vundet af IK Göta, som i finalen vandt 3-0 over Djurgårdens IF, og som dermed vandt mesterskabet for andet år i træk, og som fortsat var det eneste hold, der havde vundet mesterskabet. Djurgårdens IF var til gengæld i SM-finalen for første gang.

## Resultater

### Første runde
| Dato      | Kamp                         | Res. |
| --------- | ---------------------------- | ---- |
| 27. febr. | Djurgårdens IF - Hammarby IF | 2–0  |

### Semifinaler
| Dato     | Kamp                           | Res. |
| -------- | ------------------------------ | ---- |
| 1. marts | Djurgårdens IF - IFK Stockholm | 4–0  |
| 1. marts | IK Göta - Nacka SK             | 4–3  |

### Finale
| Dato     | Kamp                     | Res. |
| -------- | ------------------------ | ---- |
| 4. marts | IK Göta - Djurgårdens IF | 3–0  |

## Mesterholdet
IK Götas mesterhold bestod af følgende spillere:
- Georg Brandius-Johansson
- Erik Burman
- Fritz Johansson
- Einar Lundell
- Åke Nyberg
- Einar Olsson
- Einar Svensson